# Bufo torrenticola
Bufo torrenticola es una especie de anfibio anuro de la familia Bufonidae.

## Distribución geográfica
Esta especie es endémica de Honshū en Japón. Habita en Chūbu y Kansai.

## Descripción
Los machos miden de 70 a 121 mm y las hembras de 88 a 168 mm.

## Publicación original
- Matsui, 1976 : A new toad from Japan. Contributions from the Biological Laboratory, Kyoto University, vol. 25, p. 1-9.[5]